# Oxyrhopus leucomelas
Oxyrhopus leucomelas – gatunek węża z rodziny połozowatych (Colubridae). Występuje w zachodniej Ameryce Południowej na wschodnich zboczach Andów. Prowadzi nocny, głównie naziemny tryb życia.

## Systematyka
Takson ten po raz pierwszy zgodnie z zasadami nazewnictwa binominalnego opisał w 1916 roku niemiecki herpetolog i entomolog Franz Werner na łamach „Zoologischer Anzeiger”. Autor nadał wężowi nazwę Tropidodipsas leucomelas. Jako miejsce typowe podał „Cañon de Tolima” (departament Tolima w Kolumbii). Holotyp LMB to samica o długości 240 mm odłowiona przez Fassla pomiędzy styczniem a marcem 1910 roku. Nie wyróżnia się podgatunków.

### Etymologia
- Oxyrhopus: gr. οξυρροπος oxurrhopos „szybko pełzający”[6].
- leucomelas – gr. λευκο leuco „biały”, gr. μέλας melas „czarny”[2][7].

## Morfologia
Jest to małej wielkości wąż o głowie niewiele szerszej od szyi, czarnym pysku i pomarańczowej plamie na górze i bokach głowy dochodzącej do karku i tworzącej pomarańczowy pierścień na szyi. Tułów i ogon w czarne i kremowe paski o czerwono-pomarańczowym odcieniu w górnej części. Liczba czarnych pasków waha się od 17,5 do 33 u samców i od 28,5 do 33,5 u samic. Gatunek ten może być mylony z innymi gatunkami z rodzaju Oxyrhopus występującymi na jego obszarze zamieszkania np. Oxyrhopus petolarius czy Oxyrhopus vanidicus oraz gatunkiem z rodzaju Siphlophis – Siphlophis ayauma, od którego różni się posiadaniem większej liczby tarczek podogonowych.
Wymiary:
|                          | Samiec   | Samica   |
| Długość całkowita (mm)   | 722      | 701      |
| Łuski grzbietowe (rzędy) | 17–17–15 | 17–17–15 |
| Tarczki brzuszne         | 183–201  | 194–201  |
| Tarczki podogonowe       | 81–102   | 72–83    |

## Występowanie
Oxyrhopus leucomelas jest szeroko rozpowszechniony w północnych Andach od Wenezueli poprzez Kolumbię do wschodnich stoków Andów w północno-wschodnim Ekwadorze oraz w paru obszarach w Peru. W Ekwadorze występuje w prowincjach Tungurahua, Napo, Zamora Chinchipe i Sucumbíos.

## Ekologia i zachowanie
Nie ma wielu informacji o zachowaniach tego gatunku. Wiadomo, że prowadzi głównie nocny, naziemny tryb życia. Zamieszkuje strefę tropikalną. Występuje na wysokościach od około 1200 do ponad 2750 m n.p.m. Żeruje na gruncie lub na niskiej roślinności do około 50 cm nad ziemią. Dieta tego gatunku nie jest bliżej określona, ale zaobserwowano go polującego na jaszczurkę Potamites ecpleopus. Jest wężem lekko jadowitym, jego jad jest niebezpieczny dla małych zwierząt, ale nie dla ludzi. Jest gatunkiem jajorodnym.

## Status zagrożenia
W Czerwonej księdze gatunków zagrożonych IUCN Oxyrhopus leucomelas jest klasyfikowany jako gatunek najmniejszej troski (LC, ang. Least Concern). Liczebność populacji nie jest określona, ale gatunek ten jest opisywany jako dość rzadki. Trend liczebności populacji nie jest określony.